# Jatropha neriifolia
Jatropha neriifolia là một loài thực vật có hoa trong họ Đại kích. Loài này được Müll.Arg. mô tả khoa học đầu tiên vào năm 1864.